# Antohești, Bacău
Antohești este un sat în comuna Izvoru Berheciului din județul Bacău, Moldova, România. La recensământul din 2002 avea o populație de 265 locuitori.